# 廣東五虎之鐵拳無敵孫中山
《廣東五虎之鐵拳無敵孫中山》是1993年的一套低成本製作的香港電影，李力持導演，由香港樂隊溫拿樂隊五位成員擔綱，以紀念溫拿成立20週年，主要角色是由譚詠麟飾演的胡混巡捕「渡海輪」、鍾鎮濤飾演的「鍾國仁」。

## 劇情
電影講述國父孫中山在推動二次革命期間，受到北洋軍閥的狙擊，更被由黃秋生飾演的漢奸「袁四爺」欺騙，落入日本人手中，其他同志也相繼被殲，只有「華仔」（陳百祥飾）僥倖逃脫。華仔欲營救孫中山，便發信通知鍾國仁等五名奇人，但華仔最終仍被日本人所捕。五人在華仔留下的信中得知，要入袁四爺府搶救「國寶」，但卻把要救的「國寶孫中山」，誤以為是破壞任務的「鐵拳無敵孫中山」。五人決定由鍾國仁假扮漢奸，潛入袁四爺府。期間渡海輪與鍾國仁為袁四爺之妹「阿琳」（陳法蓉飾）爭風吃醋，幾令任務失敗。最後五人終於打敗真正的「鐵拳無敵」日本人「力王」（梁家仁飾），救出孫中山。然而五人仍未知道事實，把孫中山當成袁四爺安排，守住「國寶」的最後一個頭目，毒打一頓……

## 角色
【溫拿五虎】
- 譚詠麟飾演 杜海倫(渡海輪) (粵語配音：朱子聰)
- 鍾鎮濤飾演 鍾國仁(中國人) (粵語配音：陳欣)
- 彭健新飾演 彭健康 (粵語配音：黃志明)
- 陳友飾演 宋世友 (粵語配音：羅君左)
- 葉智強飾演 費強 (粵語配音：李智良)

【其他】
- 陳法蓉 飾 阿琳 (粵語配音：陸惠玲)
- 黃秋生 飾 袁四爺
- 陳百祥 飾 華仔
- 梁家仁 飾 力王 (粵語配音：周志輝)
- 鄭嘉穎 飾 拉車的
- 草蜢 飾 路人
- 苑瓊丹 飾 小苑，阿琳好友
- 羅慧娟 飾 孤兒院院長修女
- 谷峰 飾 日本軍官
- 陸劍明 飾 革命黨
- 陳百燊 飾 革命黨
- 戴志偉 飾 革命黨
- 黃一山 飾 犯人
- 梁榮忠 飾 犯人

## 外部連結
- 開眼電影網上《廣東五虎之鐵拳無敵孫中山》的資料（繁體中文）
- 香港影庫上《廣東五虎之鐵拳無敵孫中山》的資料（繁體中文）
- 时光网上《廣東五虎之鐵拳無敵孫中山》的資料（简体中文）
- 豆瓣电影上《廣東五虎之鐵拳無敵孫中山》的資料 （简体中文）
- 爛番茄上《廣東五虎之鐵拳無敵孫中山》的資料（英文）
- 互联网电影数据库（IMDb）上《廣東五虎之鐵拳無敵孫中山》的资料（英文）